# 适应性预期
适应性预期，一個经济学的假說，指人们在对未来会发生的预期是基于过去（历史）的。例如，如果过去的通货膨胀是高的，那么人们就会预期它在将来仍然会高。另外的一个有关如何预期的理论是理性预期。虽然许多宏观经济学家视理性预期为1970年代和1980年代的革命性的改进，但是仍然有一些批评主义者认为应该鼓励回到适应性预期模型。

## 理論內容
在通货膨胀理论中，需求推动的通货膨胀和成本推动的通货膨胀一般认为是短期的冲击。但是，一系列的冲击会引导人们认为通货膨胀是经济中的持久性的特征，特别在冲击较大的时候。这样，他们就会给予他们对于将来的高通货膨胀率的预期修正他们的经济行为。譬如，他们会开始寻求更大的对（名义）支出的提升。这本身还可以视为成本推动，导致企业推高他们的价格，特别在企业自身也有类似的对于通货膨胀的预期。这会激起另一轮的支付提升。这与“物价与工资螺旋”一起对一个经济直接的制造通货膨胀。“物价与工资螺旋”与适应性预期的结合反映了引起经济中的内置通货膨胀的近期经验。
适应性预期在1980年代，作为西方经历了第一次石油危機冲击后的一些经济危机现象的一种解释而流行。事实上，在一些国家，特别在英国，他们那里到了1990年代还在寻求实现稳定的低通货膨胀率可以很好的体现这一思想。

## 數學模型
适应性预期可以用下列的式子来描述。这里用{\displaystyle P^{e}}表示当前对于下一年的通货膨胀的预期，{\displaystyle P_{-1}^{e}}表示在上一期对于当前的预期，{\displaystyle P}为当前真实的通货膨胀率，
{\displaystyle P^{e}=P_{-1}^{e}+\lambda (P-P_{-1}^{e})}, {\displaystyle \lambda \in [0,1]}.
也就是说，当前对于将来的通货膨胀预期反映了过去的预期以及前期的预期与当前真实数据的差距的调整项。这个调整项被称为是“部分调整的”。与其说这反映了对通货膨胀预期的更正，可能更体现出人们对于他们预期的反应能力的缓慢变化。
或者说，适应性预期也意味着当前的通货膨胀的预期为
{\displaystyle P^{e}=(1-\lambda )\sum _{0}^{J}(\lambda ^{j}P_{j})}, {\displaystyle J=0,1,\cdots ,\infty }
这里{\displaystyle P_{j}}为过去J年的真实通胀。因此，当前的预期通胀反映了所有过去通胀的加重平均，这裡的加重随着年数越往前（J越大）而变得越来越小。